# Grafenhausen
Grafenhausen es un municipio al sureste del lago Schluch en el distrito de Waldshut en el sur de Baden-Wurtemberg, Alemania. El municipio de 2.330 habitantes está ubicado a una altitud de entre 800 y 1100 m sobre una altiplanicie de la Selva Negra Meridional.

## Administración
El municipio consiste de los barrios Grafenhausen, Mettenberg y Staufen. A Grafenhausen pertenecen las aldeas Amertsfeld, Balzhausen, Geroldshofstetten, Rippoldsried, Rötenberg y Rothaus, a Mettenberg pertenecen las aldeas Buggenried, Kaßlet y Seewangen, a Staufen pertenece la aldea Bulgenbach.

## Enlaces
- Wikimedia Commons alberga una categoría multimedia sobre Grafenhausen.
- Sitio web de Grafenhausen